# Etajima
Etajima (Japans: 江田島市, Etajima-shi) is een Japanse stad in de prefectuur Hiroshima. In 2014 telde de stad 24.909 inwoners.

## Geschiedenis
Op 1 november 2004 kreeg Etajima het statuut van stad (shi). De stad ontstond die dag door het samenvoegen van de gemeenten Etajima (江田島町), Nomi (能美町), Ogami (大柿町) en Okimi (沖美町).
Steden:
Akitakata · Etajima · Fuchu · Fukuyama · Hatsukaichi · Higashihiroshima · Hiroshima (hoofdstad) · Kure · Mihara · Miyoshi · Onomichi · Otake · Shobara · Takehara

Districten:
Aki · Jinseki · Saeki · Sera · Toyota · Yamagata
Gemeenten per district